# 愛国学園大学附属四街道高等学校
愛国学園大学附属四街道高等学校（あいこくがくえんだいがくふぞくよつかいどうこうとうがっこう）は千葉県四街道市にある私立の高等学校である。女子校であり、通称「愛国」。
大日本帝国陸軍野戦重砲兵第四連隊と陸軍野戦砲兵学校の跡地にあり、正門は野戦重砲兵第四連隊時代からのものが用いられている。
これは開校当時の四街道町長から、当地が軍事都市であった建造物を残すように依頼されたことによるものとされている。
元は愛国学園短期大学附属四街道高等学校だったが、短期大学の四街道キャンパスが四年制大学である愛国学園大学に改組され、その附属学校となり校名も変更された。

## 系列校
- 愛国学園大学
- 愛国学園短期大学
- 愛国学園保育専門学校
- 愛国学園大学附属龍ヶ崎高等学校
- 愛国中学校・高等学校